# Jura (megye)
Jura (IPA: [ʒyˈʁa] kiejtéseⓘ) a 83 eredeti département egyike, amelyeket a francia forradalom alatt 1790. március 4-én hoztak létre.

## Földrajz
Franciaország keleti részén terül el, Burgundia-Franche-Comté régió része. A megyét északról Haute-Saône, keletről Doubs és Svájc Vaud kantonja, délről Ain, nyugatról Saône-et-Loire és Côte-d’Or megyék határolják.
Délkeleti felét a Jura-hegység foglalja el. Fő folyói a Doubs és az Ain.

## Demográfia
A helyieket franciául Jurassiens-nek nevezik. Lakosainak száma 258 405 fő (2022. január 1.).

### Népességváltozás
Jura megye népességének változása 1962-től

### Jelentős városok
A megye legnépesebb települése Dole. A 2019-es állapot szerint 5 olyan község van, amelyben több, mint 5000 lakos él:
| Település       | Népesség (2019) |
| --------------- | --------------- |
| Dole            | 23 711          |
| Lons-le-Saunier | 17 189          |
| Saint-Claude    | 8985            |
| Champagnole     | 8014            |
| Hauts de Bienne | 5275            |

## Turizmus
A Jura-hegység bőséges lehetőséget kínál a túrázásra, síelésre, valamint más téli sportokra.

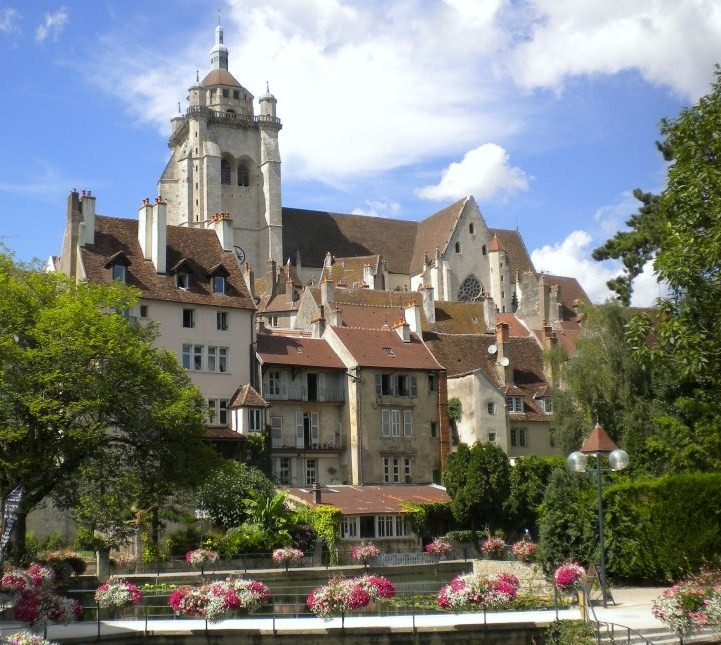
Dole
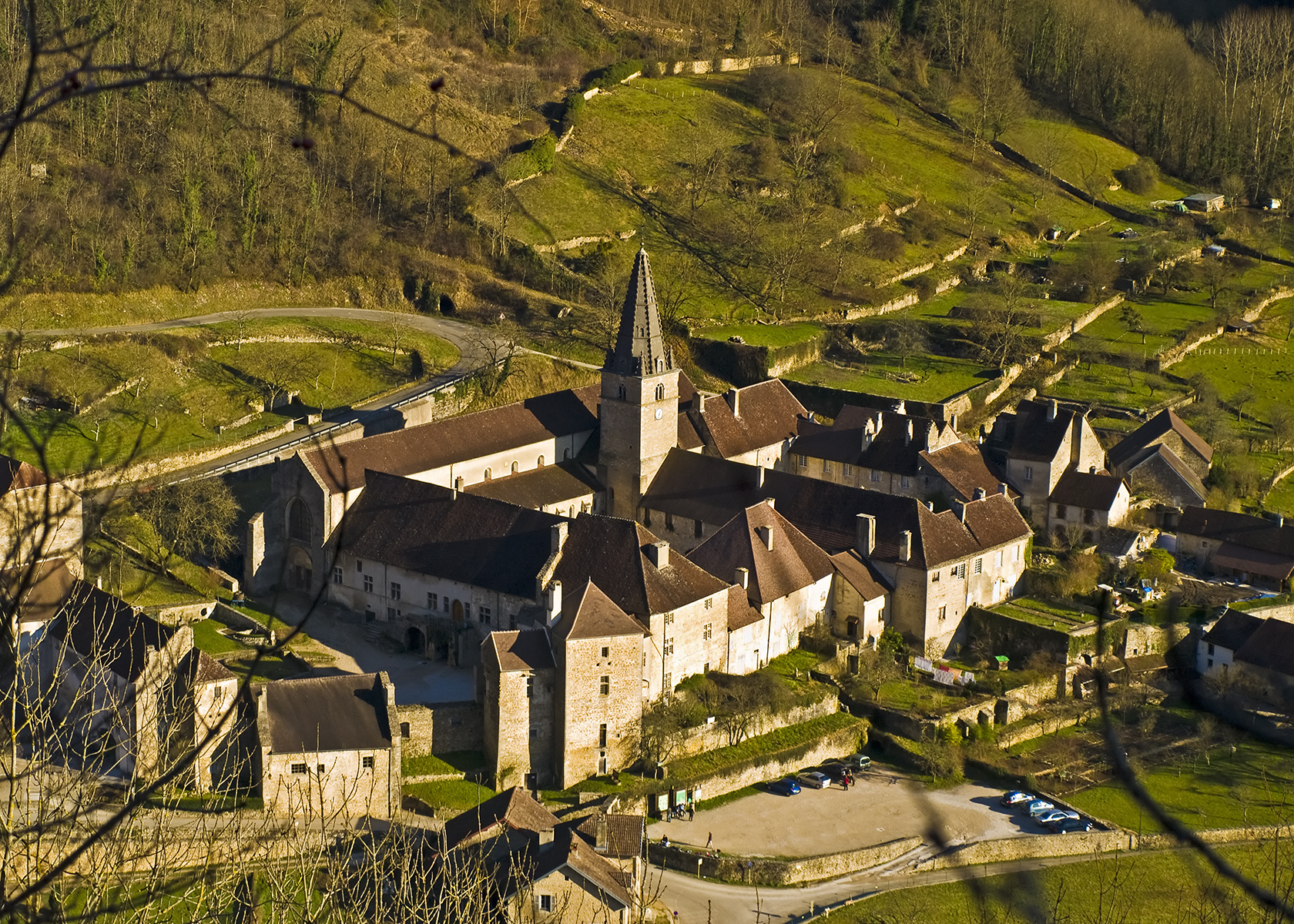
Baume Abbey
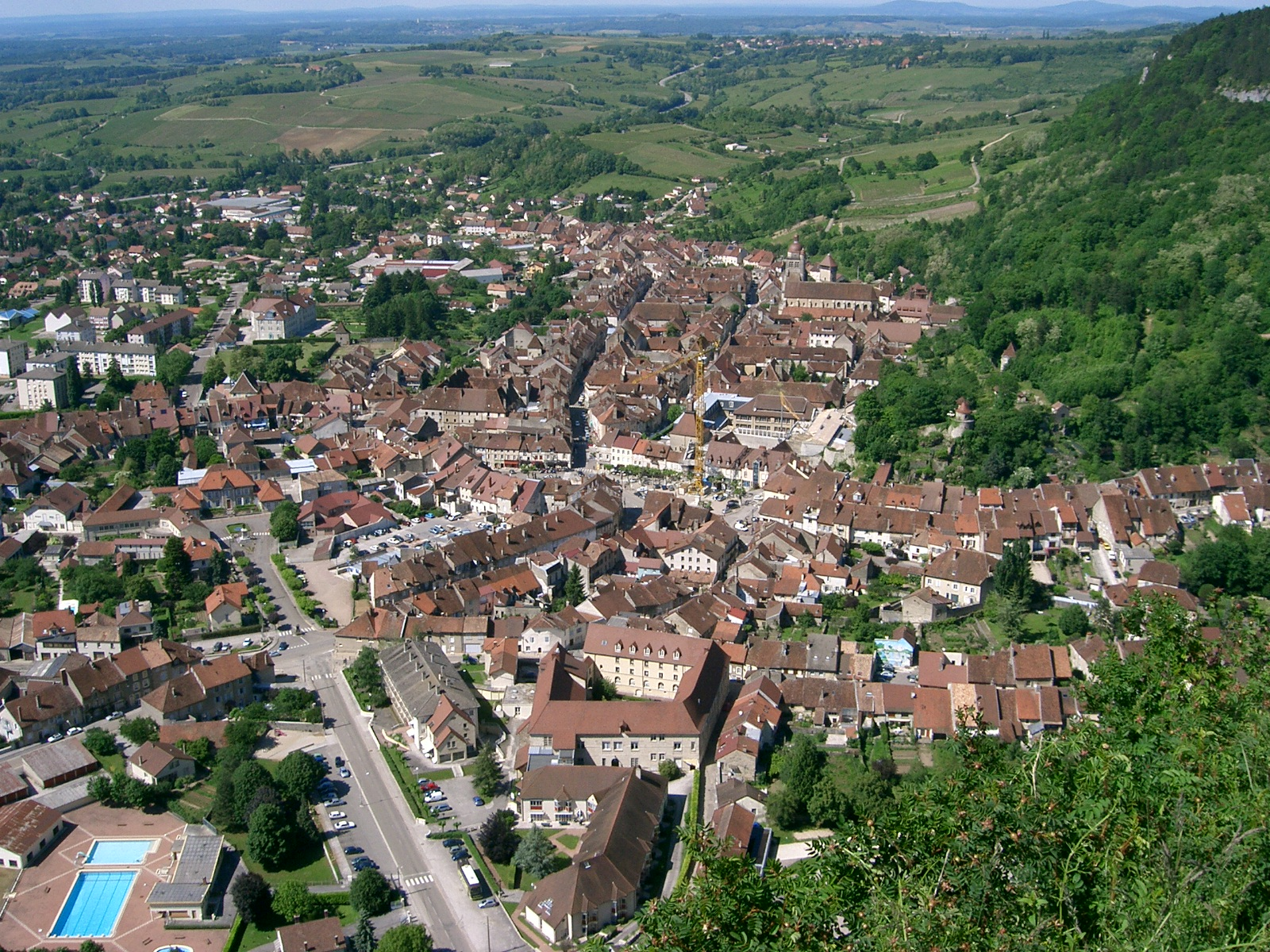
Poligny
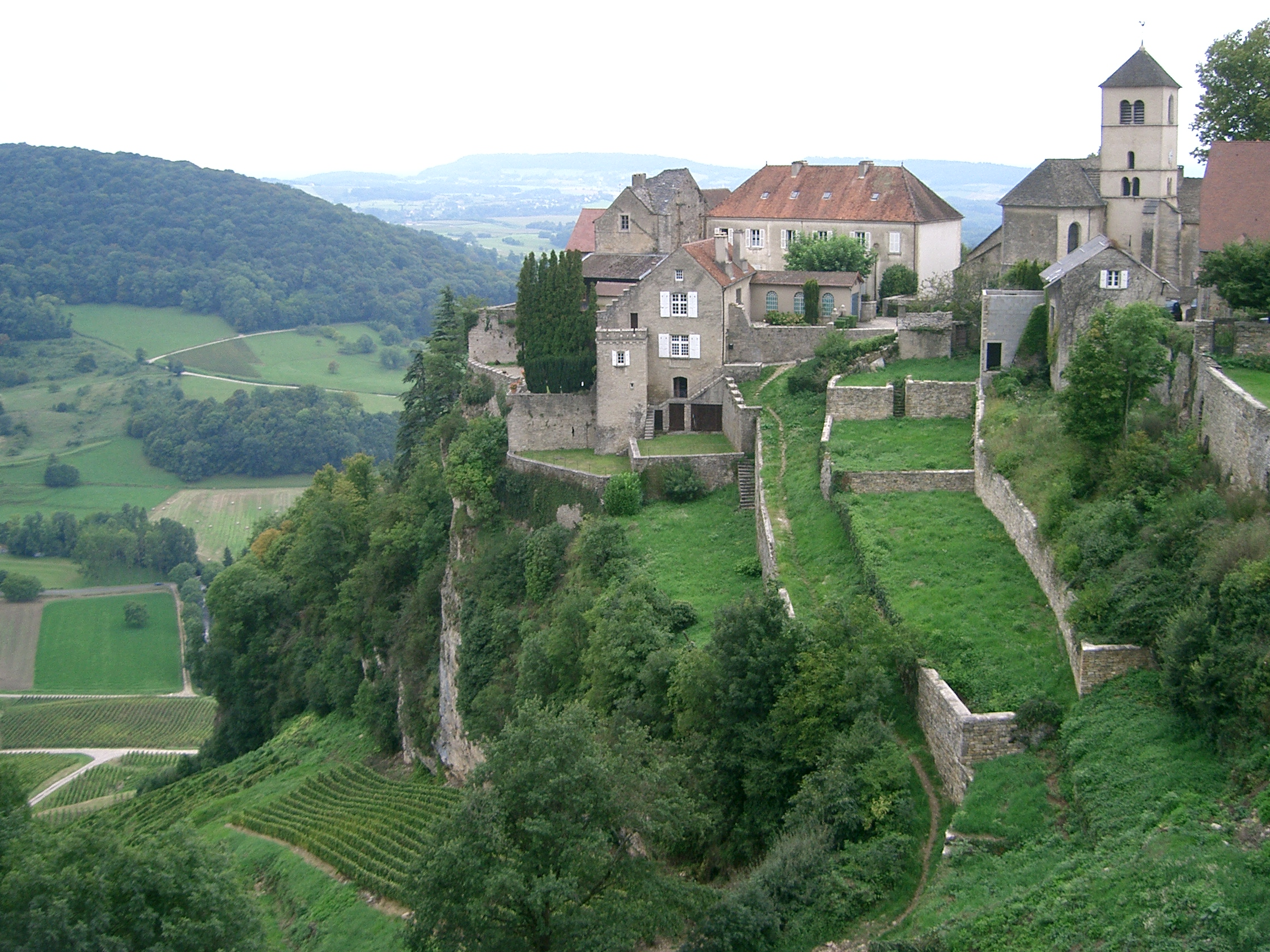
Château-Chalon
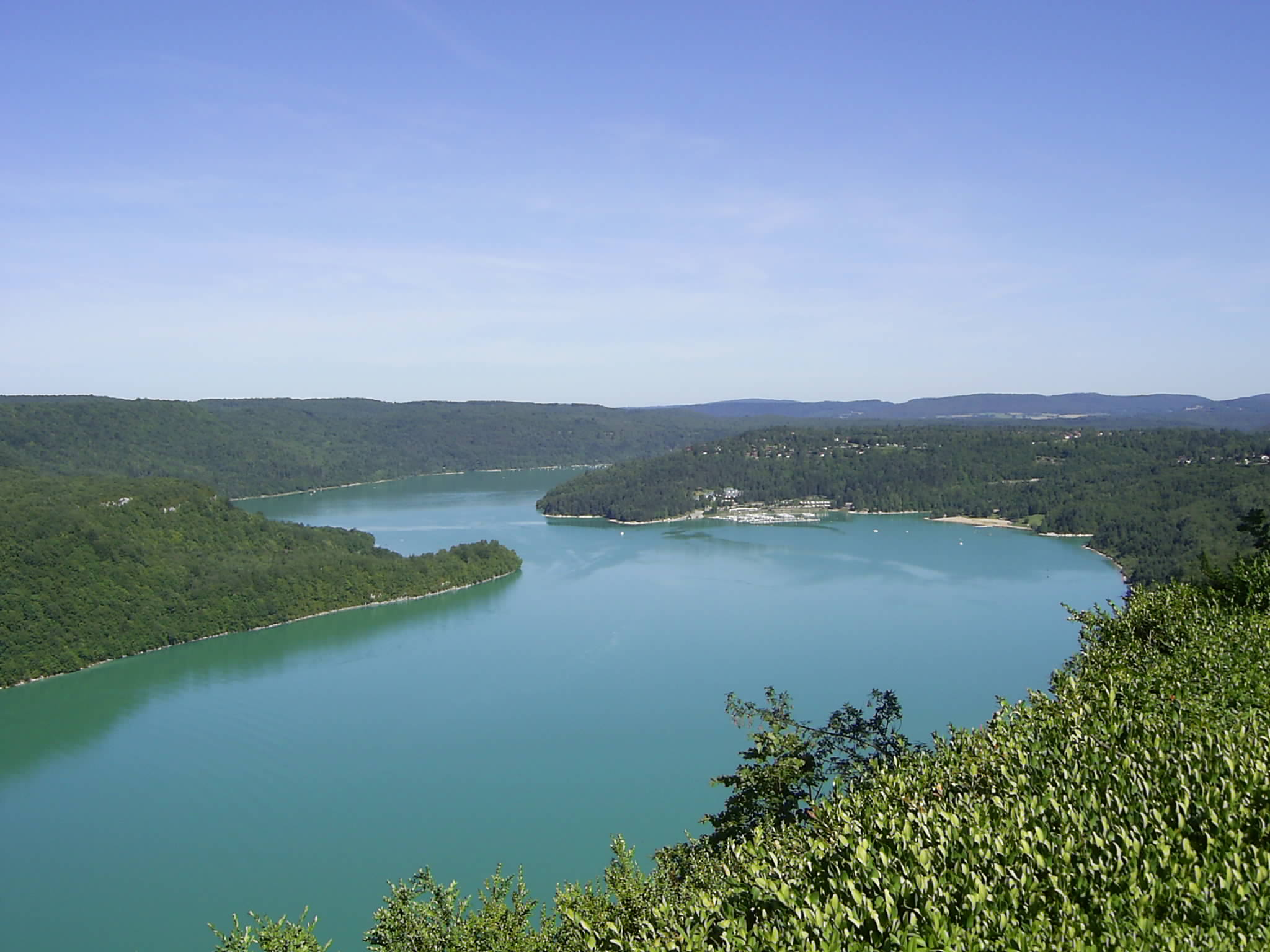
Lac de Vouglans
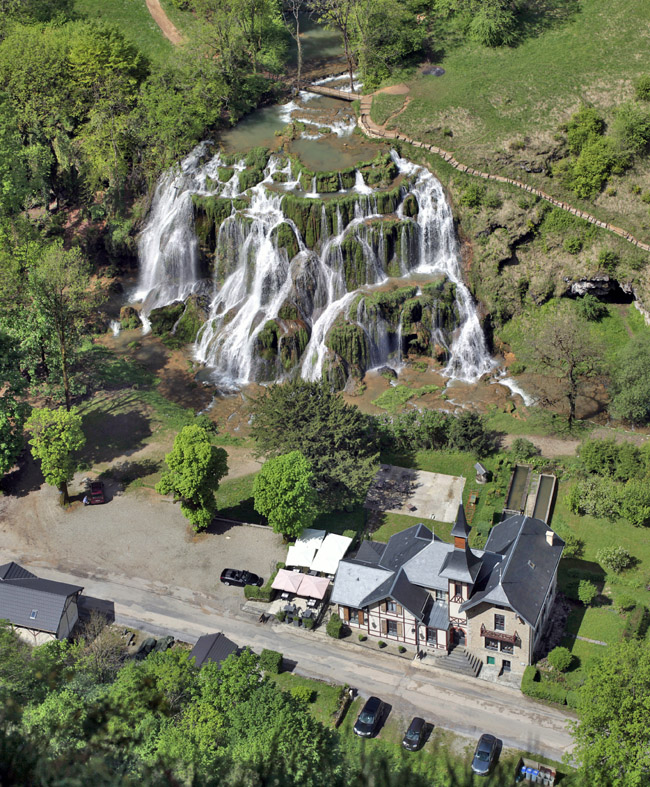
Baume-les-Messieurs

## Fordítás
Ez a szócikk részben vagy egészben  a   Jura (department) című angol Wikipédia-szócikk ezen változatának fordításán alapul.  Az eredeti cikk szerkesztőit annak laptörténete sorolja fel. Ez a jelzés csupán a megfogalmazás eredetét és a szerzői jogokat jelzi, nem szolgál a cikkben szereplő információk forrásmegjelöléseként.